# チーズ

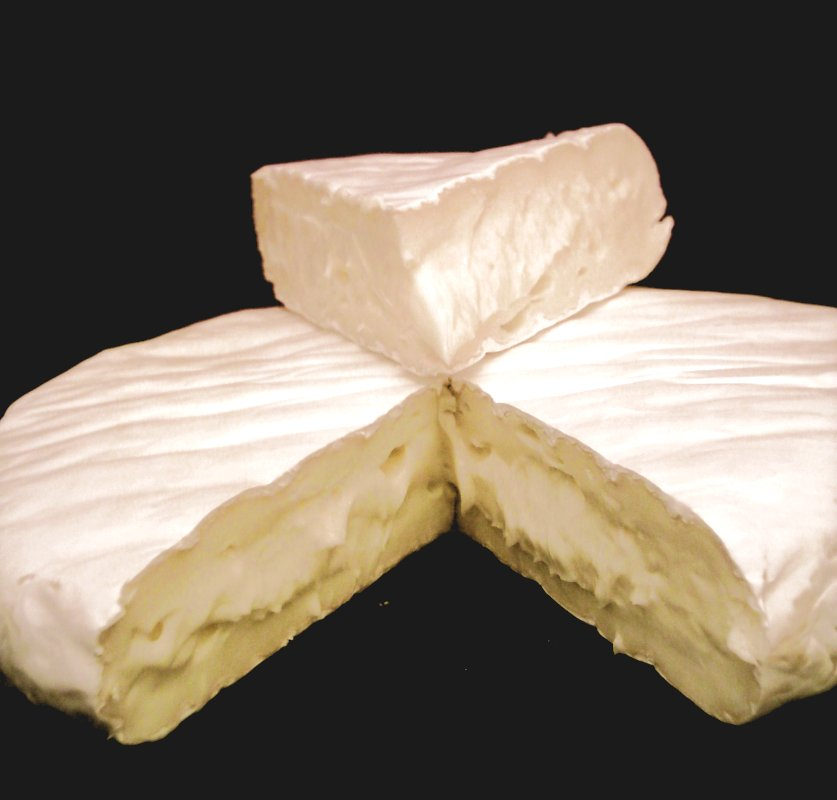
カマンベールチーズ

チーズ（英語: cheese）とは、乳蛋白質であるカゼインの凝固によって、さまざまな風味、食感、形状で製造される乳製品である。 牛・水牛・羊・山羊・ヤクなど鯨偶蹄目の反芻をする家畜から得られる乳からの蛋白質と脂質で構成されている。通常、乳酸発酵で酸乳化し、酵素(レンネットまたは同様の活性を持つ細菌性酵素のいずれか)が添加され、できた凝乳（カード）から液体成分（ホエー）を分離してさらにプレスし脱水して完成したチーズとなる。酸乳化後固形分を濾しとる方法や、加熱(低温殺菌の温度まで)しクエン酸や食酢や柑橘果汁を添加し出来た固形分を濾しとる方法もある。

## 歴史
チーズは伝統的に乳脂肪を分離したバターと並んで、家畜の乳からつくる保存食として牧畜文化圏で重要な位置を占めてきた。日本語や中国語での漢語表記は、北魏時代に編纂された『斉民要術』に記されているモンゴル高原型の乳製品加工の記述を出典とする乾酪（かんらく）である。
チーズがどのようにして発見されたのかは正確には定かではないが、「アラブの商人が羊の胃袋を干して作った水筒に山羊のミルクを入れて砂漠を旅していた途中に、砂漠の疲れとのどの渇きを癒そうと水筒を開けたところ、中からミルクではなく澄んだ水（乳清）と柔らかい白い塊（カード）がでてきた」というのが最初のチーズの発見であるという説が有力だとされていた。
ところが、2012年になって紀元前5000年頃の世界最古のチーズ製造の痕跡(粘土製のチーズを濾すためのザル)がポーランドのクヤヴィで発見された。このスウィデリアン文化の道具はメソポタミア文明よりも古く、チーズ製造が中東ではなくポーランドあたりの中央ヨーロッパで始まった可能性を示唆している。この人類最古のチーズの原料はヤギの乳であり、また現在のポーランドでも、多くの種類の山羊乳チーズ（いわゆるシェーブルチーズ）が存在する。
いずれにせよ、チーズは近東からヨーロッパにかけての地域に広まり、メソポタミア文明を築いたシュメール人をはじめ、古代ギリシアやローマ帝国においても広く食用とされた。ホメロスの『オデッセイア』にはフェタチーズへの言及があり、プリニウスの『博物誌』やアリストテレスの著作にもチーズについての記述がある。ローマ帝国崩壊後もヨーロッパでのチーズ利用が衰退することはなく、逆に各地で特徴あるチーズが多数生産されるようになっていった。ヨーロッパでは特に、各地の荘園や修道院において特色あるチーズが生産されることが多かった。中世ヨーロッパにおいては、チーズは脂肪分の多いものが珍重されており、そのため15世紀頃にブルターニュやオランダ、フランドル、イギリスなどでバターの生産が盛んとなると、チーズの質では山岳地帯産のチーズのほうが名声を得るようになった。
ただし、チーズの利用はヨーロッパや中近東においては非常に盛んであったが、インドでは古代インドの讃歌集『リグ・ヴェーダ』にチーズを勧める歌があり、パニールなどのフレッシュチーズは盛んに使用製造されたもののレンネット使用の熟成チーズはついに登場しなかった。日本や中国など東アジア地域においては鮮卑系の支配者など北アジアの遊牧民系の勢力によって度々導入されたものの安定して定着することはなかった。こうしたチーズ利用のない地域にチーズが普及するのは、ヨーロッパ勢力が各地に勢力を広げていく19世紀以降のこととなる。
19世紀半ばに入ると、工業的にナチュラルチーズが大量生産できるようになり、ヨーロッパやアメリカ大陸にチーズ工場が建設されるようになった。1874年にはデンマークでレンネットが工業的に量産できるようになり、1904年にはアメリカでプロセスチーズが開発され量産されるようになった。
日本においては東アジア全般の例にもれず、チーズ利用はほとんど存在しなかった。飛鳥時代の645年頃から乳牛の伝来と飼育が始まり、チーズの一種と考えられる蘇（）または酥（そ）、および醍醐が製造されていた。700年11月には朝廷が諸国に酥の製造を命じ、8世紀から10世紀にかけては酥の製造が継続したとされるが、平安時代末期頃から廃れた。明治時代以後も、チーズの独特の風味はあまり日本人に好まれず、普及にはさらに多くの時間がかかった。日本において初めてチーズが製造されたのは、1875年に北海道開拓使においてであった。1933年には北海道の遠浅に日本における初めてのチーズ工場が設立された。チーズが本格的に普及するのは第二次世界大戦の終結後のことである。ただしこのチーズのほとんどは1951年頃に製造が始まったプロセスチーズである。ナチュラルチーズは生産も消費もほとんどなかった。プロセスチーズの消費量は食生活の洋風化とともに急増を続けた。この急増には1970年代に普及が始まったピザや、1980年代に普及したチーズケーキなどのブームによる。こうして初めてナチュラルチーズが受け入れられるようになった。

## 製法
チーズの主な原料は乳の中にあるタンパク質の一種カゼインである。カゼインには分子中に親水性の部分と疎水性の部分があり、これがミセル状となって液体中に浮遊するために乳は白く見える。この乳に乳酸菌を加えてpHを酸性に変え、さらにレンネット（凝乳酵素）を投入してカゼイン分子の親水性の部分を加水分解により切り離すと、カゼイン分子は繊維状に連鎖して集合して沈殿し始める。これを凝乳と言う。凝乳には上記の乳酸発酵とタンパク質分解酵素によるもののほか、酸性化を食酢やレモン汁などといった酸の直接添加、沈殿生成を加熱による変性によっても同じことができ、この乳酸発酵、酸の添加、タンパク質分解酵素添加、加熱の組み合わせが主要な凝乳生成手段となっている。
凝乳したカゼインは繊維状の集合体が熱運動によって収縮することで水及び水溶性成分と分離して沈殿し、乳はホエイ（乳清）という液体部分とカードという沈殿物とに分かれる。このカード部分を取り出したものがチーズの原形（フレッシュチーズ）となる。フレッシュチーズとして販売される場合はここで製造は完了であるが、それ以外のチーズにおいてはこの後、加塩や微生物による熟成工程を経て様々な種類のチーズが作られることとなる。
カード部分は必要に応じて切ってさらにホエイを排出させた後、型や枠に入れて固め、塩をすり込んだり塩水に漬けたりして加塩したのち、冷暗所において熟成させる。チーズの種類はこの熟成工程で決まる。フレッシュチーズ内にある乳酸菌の活動によって、乳糖は乳酸に、タンパク質はアミノ酸に、脂肪は脂肪酸などに分解され、そこからさらに様々な成分が生成される。ここにプロピオン酸菌属などの細菌やカビなどを添加して多様な作用を生じさせる事で各種のチーズがつくられる。この加工時に加温・加圧などの工程を加えて保存性を高めるなどの工夫が凝らされている。

## 種類
チーズの原料には様々な種類の乳が使用できるが、主な原料となるのはウシ（牛乳）、ヒツジ、ヤギの3種の動物の乳である。なかでも最も広く使用されるのはウシの乳であり、市中に出回っているチーズの原料は特に指定がない限りほとんどの場合は牛乳である。ヒツジの乳は脂肪分が多いため濃厚な味わいが特徴とされる。また、ヤギの乳は特有の臭いがあるものの、これも広く好まれるチーズの一つである。このほかにもスイギュウやヤクなどからチーズが作ることができる。また、ラクダの乳は脂肪の構造がウシなどとは異なるためチーズを作ることは困難ではあるが可能ではあり、その希少性ゆえにラクダチーズは高級品として高く評価されていた。アラブ首長国連邦のドバイでは世界で初めて商業的にラクダチーズを生産販売する会社が現れ、世界各地への売り込みを図っている

### チーズの分類
原料や加工法によってチーズは細かく分類され、1000種類以上あるとされる。
チーズは基本的に、ナチュラルチーズとプロセスチーズの二つに区分できる。ナチュラルチーズは牛乳から直接作られる。これに対し、プロセスチーズはいったん生成されたナチュラルチーズを溶かし、それを再び乳化剤を添加して固めて作られる。プロセスチーズは溶解時に加熱殺菌されているため発酵が止まっており、長期保存が可能である。
ナチュラルチーズの分類にはいくつもの方法があるが、一般的なものとしてはフレッシュチーズ、白かびチーズ、ウォッシュチーズ、シェーブルチーズ（山羊乳チーズ）、ブルーチーズ、半硬質チーズ、硬質チーズ（ハードチーズ）、超硬質チーズの8種類に区分できる。これは外観や硬さによる分類である。シェーブルチーズが独立した分類となっているのは、ウシやヒツジの乳とは異なり、ヤギの乳の成分は、レンネットでは凝固できない。よって、シェーブルチーズはあまり大きくすることができず、小さなものが多い。
フレッシュチーズは基本的に熟成させないが、軽く熟成させるタイプも存在する。フレッシュチーズは生鮮食品であり、できたてが最もおいしく、数日以内に食されるものである。味は熟成工程を経ないために原料であるミルクの味が強く、酸味が強いものが多いのが特徴である。白かびチーズ（ホワイトチーズ）は外皮に白カビを植え付けて熟成させたもので、軟らかく、クリーミーな味わいが特徴である。また、チーズの表面に塩水を吹き付けるタイプのチーズがウォッシュチーズである。青カビチーズ（ブルーチーズ）は白カビチーズとは逆に、内部に青かびを植え付けて熟成させるもので、そのため内部にも青かびの菌糸が入り込んでいるのが特徴である。味としては刺激があり、また塩分の強いものが多い。半硬質・硬質・超硬質チーズはいずれもプレスしてホエイをよく抜いた後熟成させるのが特徴であり、そのため大型で保存性もよい。
また、こうしたチーズの分類とは別に、完成したチーズに様々なフレーバーを添加することも広く行われ、フレーバーチーズという一つの区分となっている。フレーバーチーズの中で最もよく知られるものはスモークチーズである。これは生成されたチーズを燻製の製法と同様に燻したものであり、ナチュラルチーズでもプロセスチーズでも作られる。このほかに、素材であるカードそのものにフレーバーを添加して作るもの、生成したチーズの外側にフレーバーをかけたりつけたりするもの、生成したチーズをほぐしてフレーバーを混ぜ込み、再び成形するものがある。フレーバーとして添加されるものは各種ハーブやスパイス、ニンニク、ナッツ類、ドライフルーツなどがある。添加されたフレーバーによって様々な場面で使用され、特にナッツやドライフルーツを添加されたものはデザートとして多用される。
| 分類                                          | 分類                              | 分類                             | 分類                            | 特徴と主な種類 |
| --------------------------------------------- | --------------------------------- | -------------------------------- | ------------------------------- | --- |
| ナチュラルチーズ （加熱処理されていないもの） | 軟質チーズ                        | フレッシュチーズ                 | 熟成させない                    | モッツァレラチーズ（イタリア）、クリームチーズ(アメリカ)など。 |
| ナチュラルチーズ （加熱処理されていないもの） | 軟質チーズ                        | フレッシュチーズ                 | 軽く熟成させる                  | など。 |
| ナチュラルチーズ （加熱処理されていないもの） | 軟質チーズ                        | （熟成させるチーズ）             | 白かびチーズ （ホワイトチーズ） | 表面に白かびを植えつけて熟成させるもの。 カマンベールチーズ（フランス）など。 |
| ナチュラルチーズ （加熱処理されていないもの） | 軟質チーズ                        | （熟成させるチーズ）             | ウォッシュチーズ                | 表面に菌を植え付けて熟成させ、同時にそれをワインや塩水などで洗い流す過程を経たもの。 |
| ナチュラルチーズ （加熱処理されていないもの） | シェーブルチーズ （山羊乳チーズ） | （熟成させるチーズ）             | 山羊の乳を原料とするもの。      | - ブリンザチーズ (Bryndza) - オスツィペックチーズ (Oscypek) - オシュチペックチーズ (Oszczypek) - ゴウカチーズ (Gołka) - レディコウカチーズ (Redykołka) - ブンツチーズ (Bundz) など。いずれもポーランド。 |
| ナチュラルチーズ （加熱処理されていないもの） | 半硬質チーズ（セミハードチーズ）  | 半硬質チーズ（セミハードチーズ） | ブルーチーズ （青かびチーズ）   | 内部に青かびを植えつけて熟成させるもの。 |
| ナチュラルチーズ （加熱処理されていないもの） | 半硬質チーズ（セミハードチーズ）  | 半硬質チーズ（セミハードチーズ） | （その他菌による熟成）          | ゴーダチーズ（オランダ）など。 |
| ナチュラルチーズ （加熱処理されていないもの） | 硬質チーズ（ハードチーズ）        | 硬質チーズ（ハードチーズ）       | 硬質チーズ（ハードチーズ）      | チェダーチーズ（イギリス）など。 |
| ナチュラルチーズ （加熱処理されていないもの） | 超硬質チーズ                      | 超硬質チーズ                     | 超硬質チーズ                    | パルミジャーノ・レッジャーノなど。 |
| プロセスチーズ                                | プロセスチーズ                    | プロセスチーズ                   | プロセスチーズ                  | 加熱・溶解させることで発酵を止め、長期保存に適した状態にしたもの。 |

### おもなチーズ

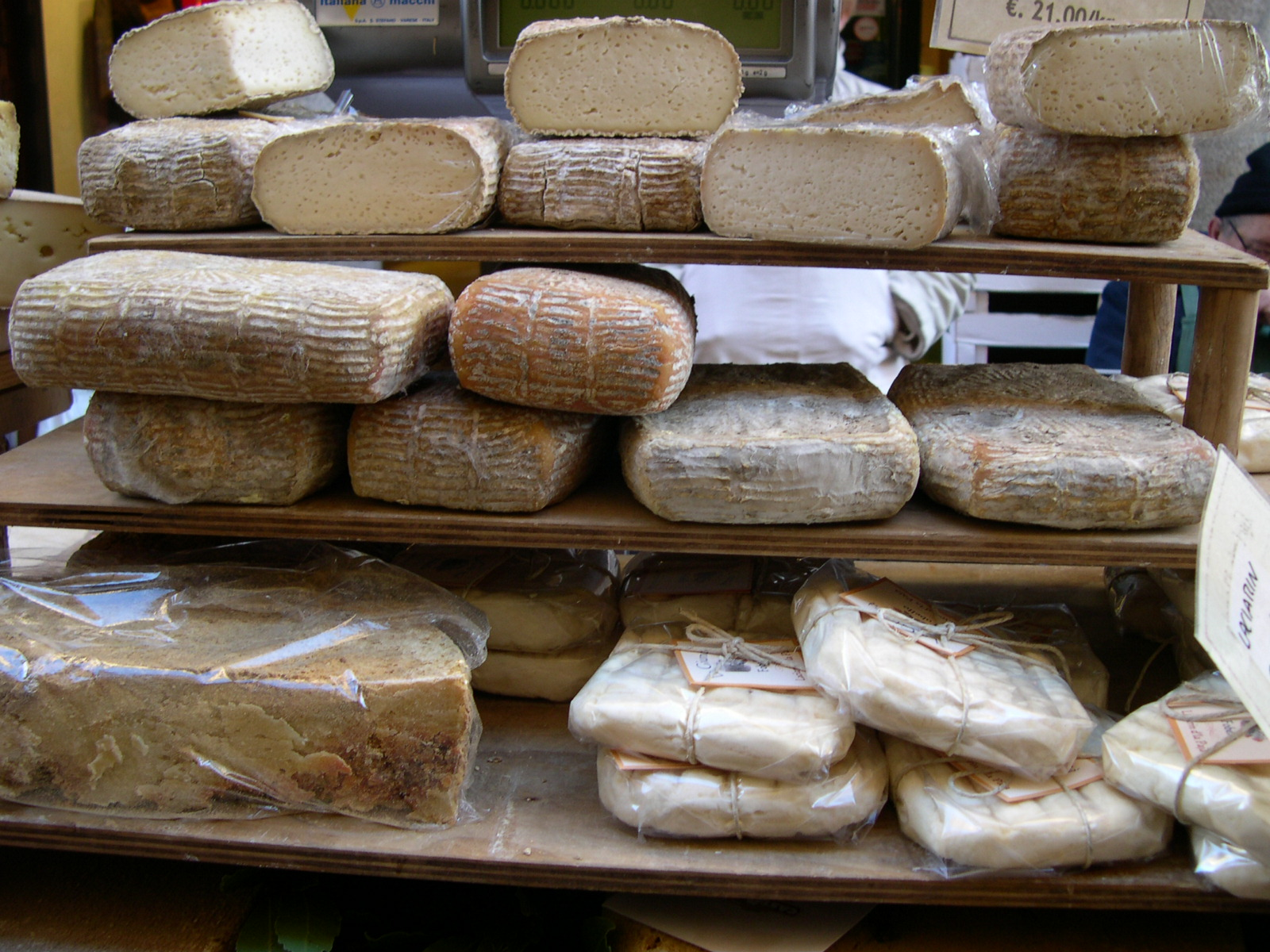
イタリアの市場で撮影

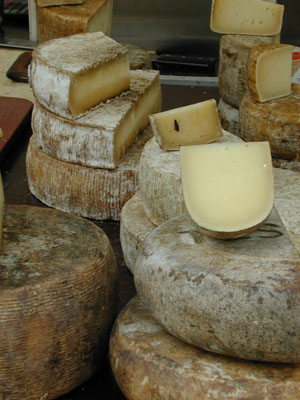
スイスのバーゼルのチーズマーケットで撮影

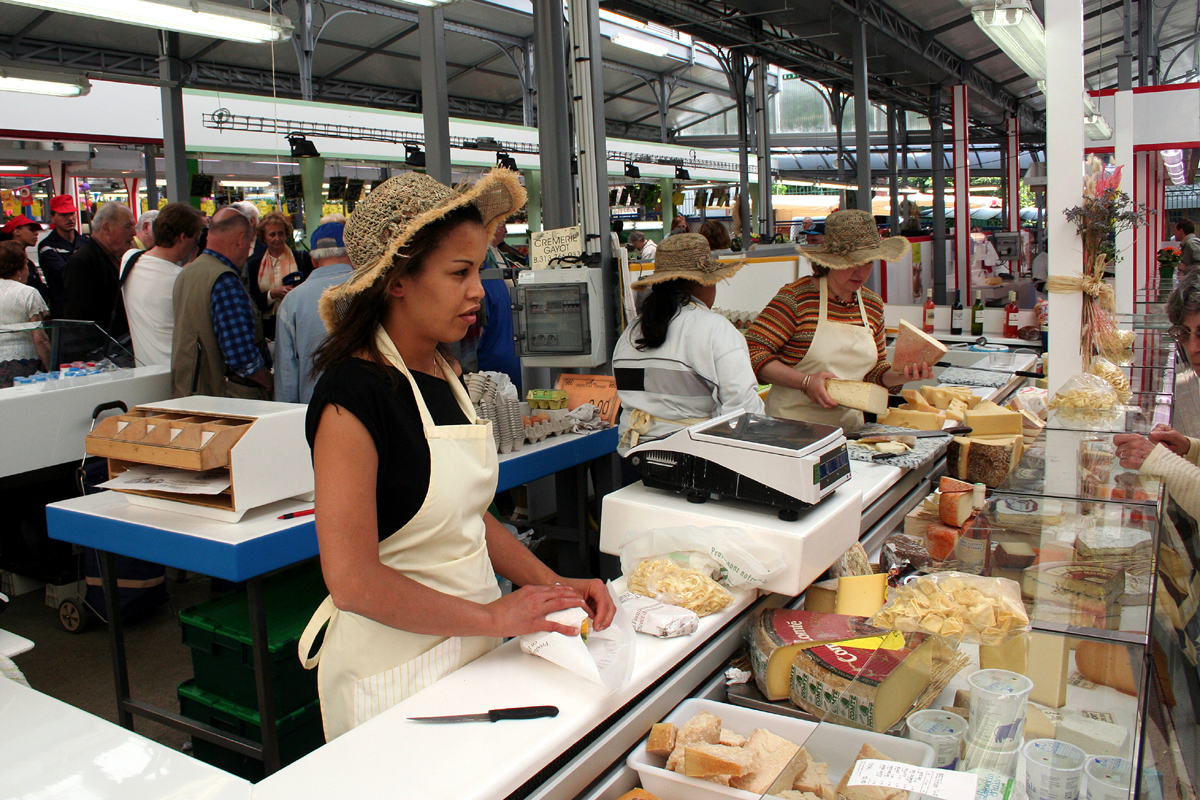
フランスの市場での販売風景

以下は比較的よく消費されているチーズの主要産地別一覧である。さらに詳細なリストはチーズの一覧を参照のこと。
アイスランド（アイスランド語: ostur）
- スキール（フレッシュ）

アイルランド
- ポーター（ハード）

アメリカ合衆国（英: cheese）
- カッテージチーズ（フレッシュ）

- チーズカード（フレッシュ）
- クリームチーズ（フレッシュ）
- コルビーチーズ（セミハード）
- チェダーチーズ（セミハード）
- モントレー・ジャック（セミハード）
- アメリカンチーズ（プロセス）

イギリス（英: cheese）
- チェダーチーズ（セミハード）
- カッテージチーズ（フレッシュ）
- スティルトンチーズ（ブルー）

イタリア（伊: formaggio）

- ロマーノチーズ（ハード）
- モッツァレッラ（フレッシュ）
- パルミジャーノ・レッジャーノ（ハード）
- ゴルゴンゾーラ（ブルー）
- リコッタ（フレッシュ）
- プロボローネ（セミハード）
- ペコリーノ（ハード）
- マスカルポーネ（フレッシュ）
- カース・マルツゥ（フレッシュ）
- ストラッキーノ

インド（ヒンディー語: पनीर）
- パニール/チェーナー（フレッシュ）

オランダ（蘭: kaas）
- ゴーダチーズ（セミハード）
- エダムチーズ（セミハード）

ギリシャ（希: Τυρί）
- フェタチーズ（フレッシュ）

スイス（仏: fromage）

- エメンタールチーズ（セミハード）
- グリュイエールチーズ（セミハード）
- ラクレット(ハード)

スペイン（西: queso）
- ケソ・マンチェゴ

中華人民共和国（中: 奶酪、乾酪、干酪）
- ルーシャン

デンマーク（丁: ost）
- ダナブルー（ブルー）

ドイツ（独: Käse）
- クワルク（フレッシュ）

ブラジル（葡: queijo）
- カトゥピリ（ソフト）

フランス（仏: fromage）

- コンテ（ハード）
- カマンベールチーズ（白カビ）
- ブリーチーズ（白カビ）
- ロックフォール（ブルー）
- ポン・レヴェック（ウォッシュ）
- モン・ドール（ウォッシュ）
- ヴァランセ（シェーブル）

ルーマニア（ルーマニア語: brânză）
- ウルダ（フレッシュ）

その他
- 蘇
- ストリングチーズ

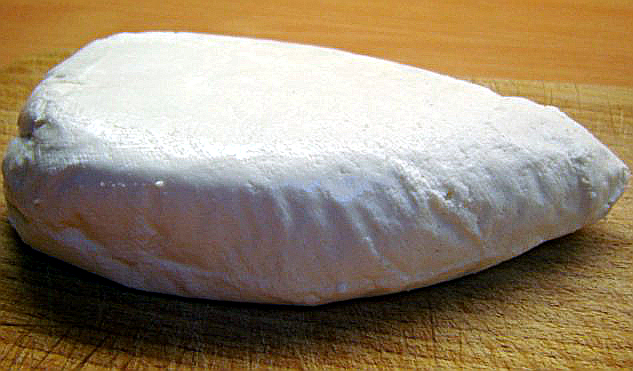
トゥファルクチーズ
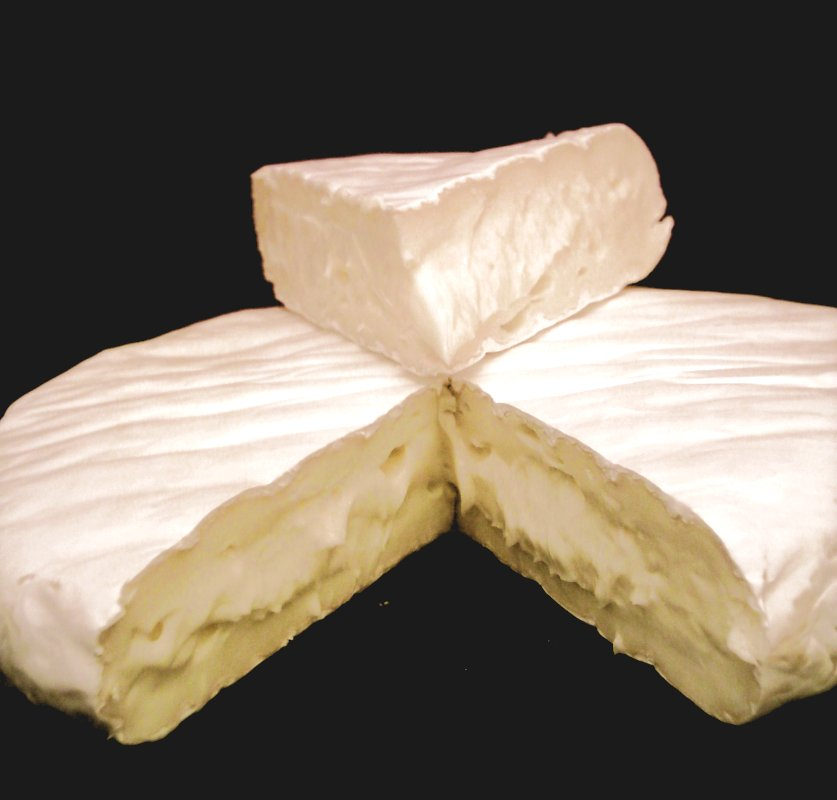
カマンベール
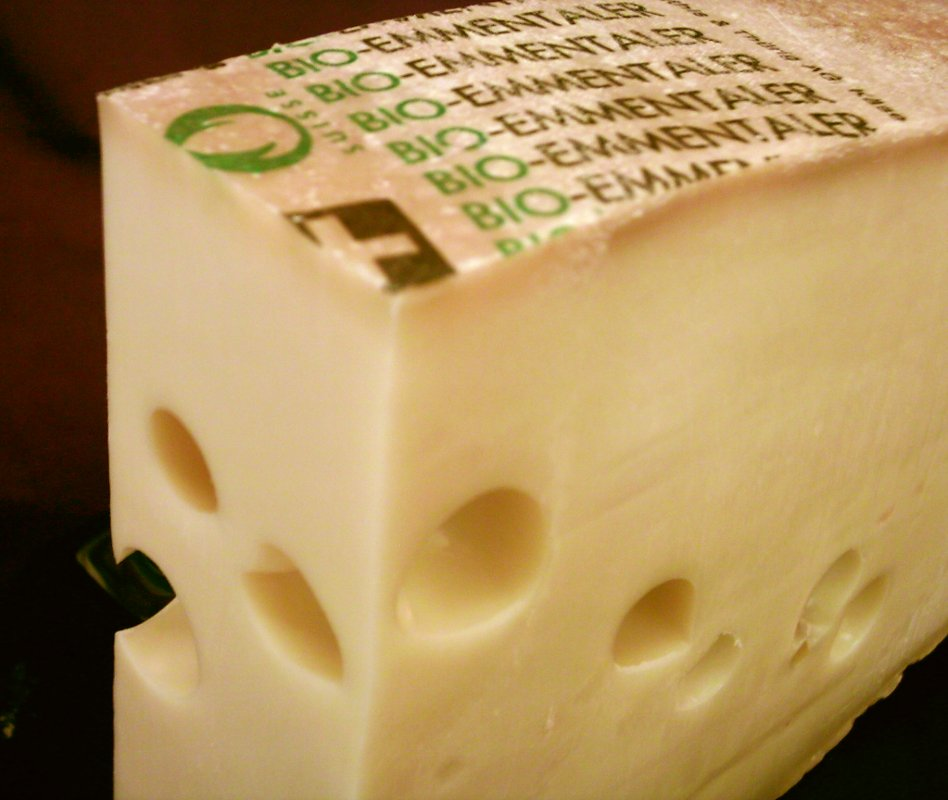
エメンタール（スイスの穴あきチーズ）
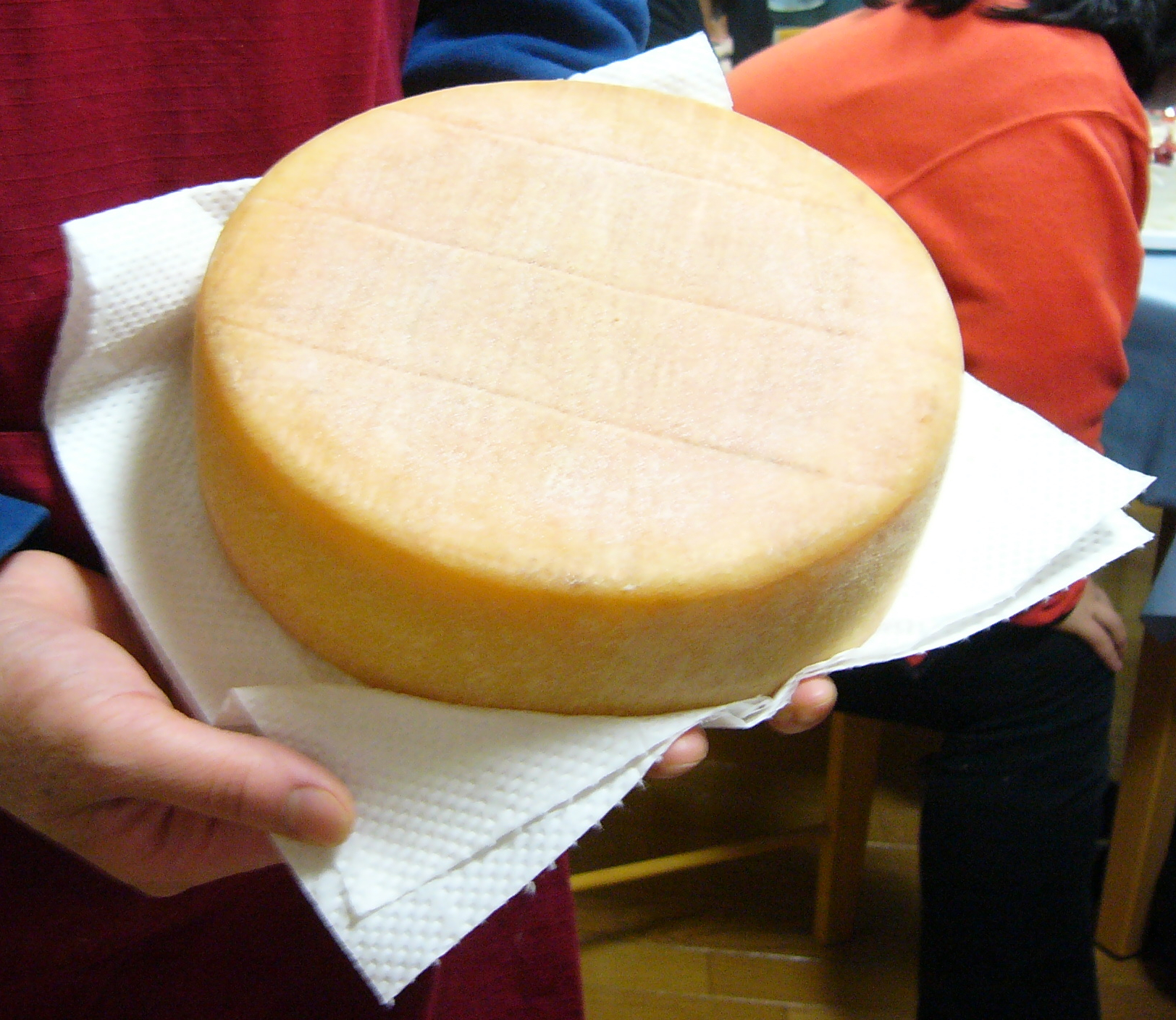
ウォッシュチーズ
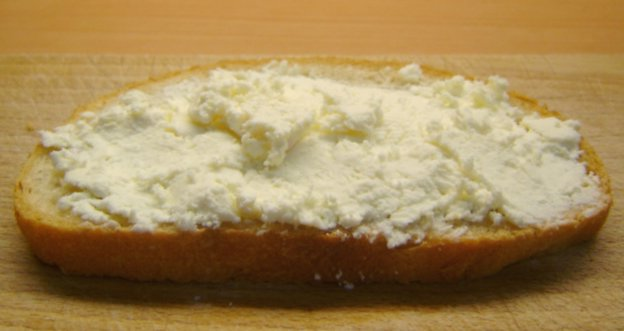
ブリンザチーズ
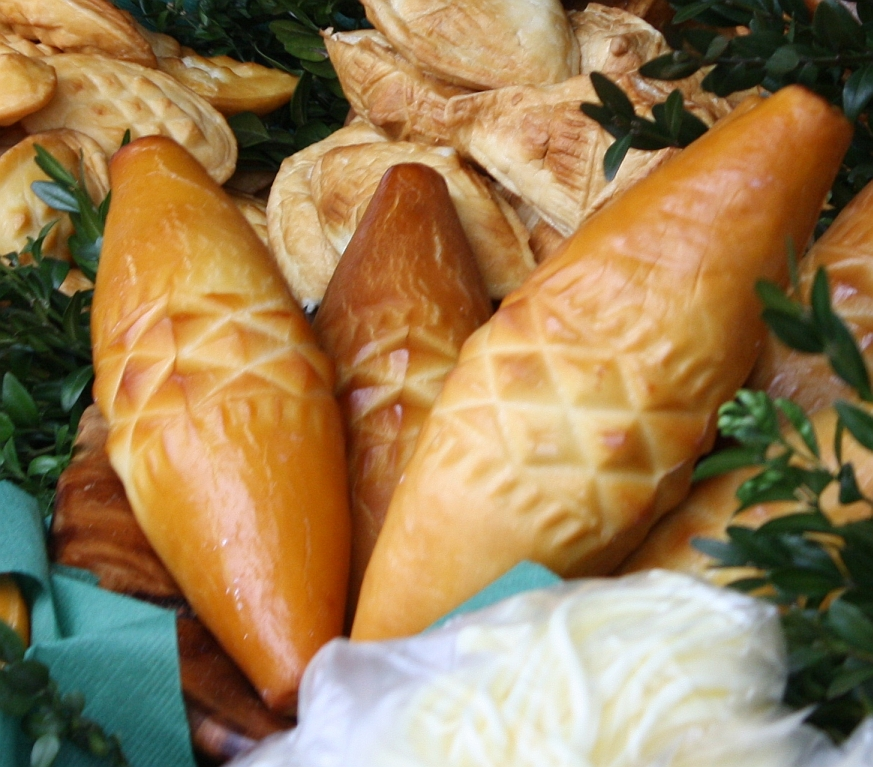
オスツィペックチーズ
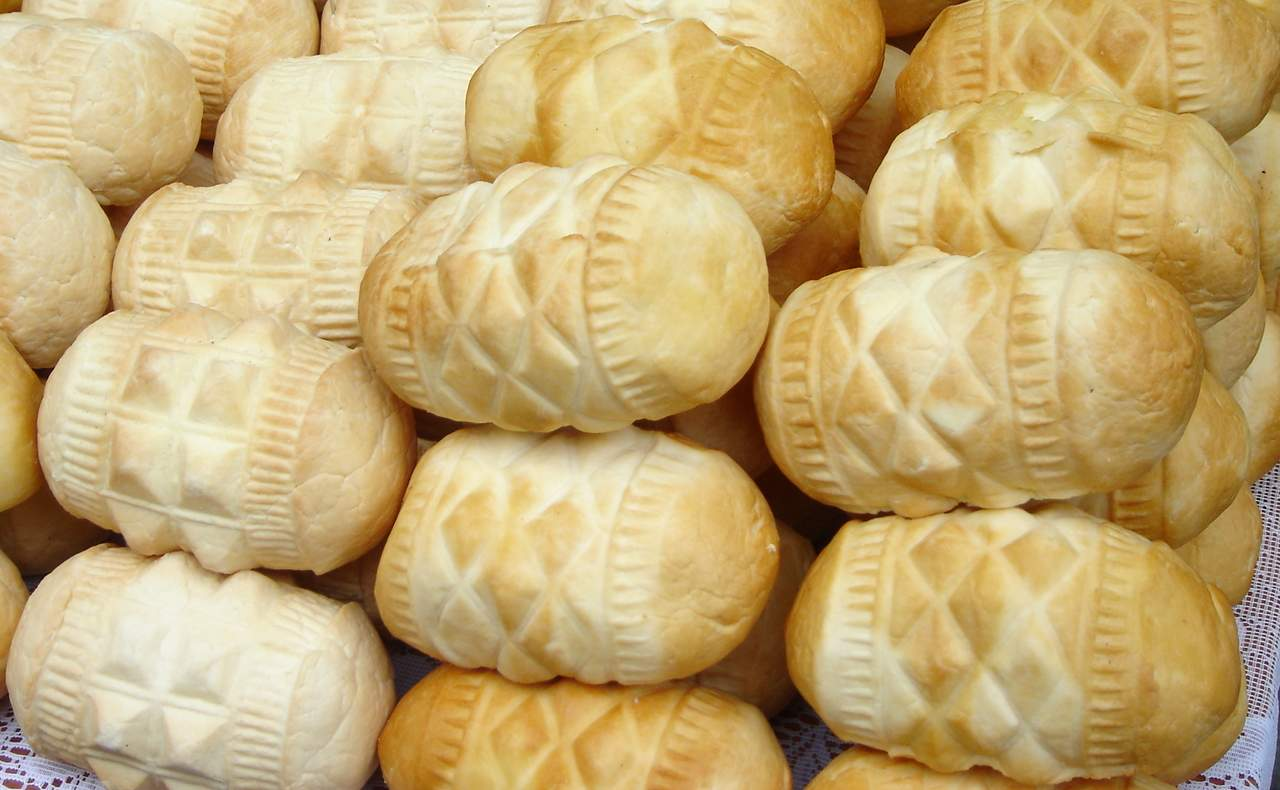
ゴウカチーズ
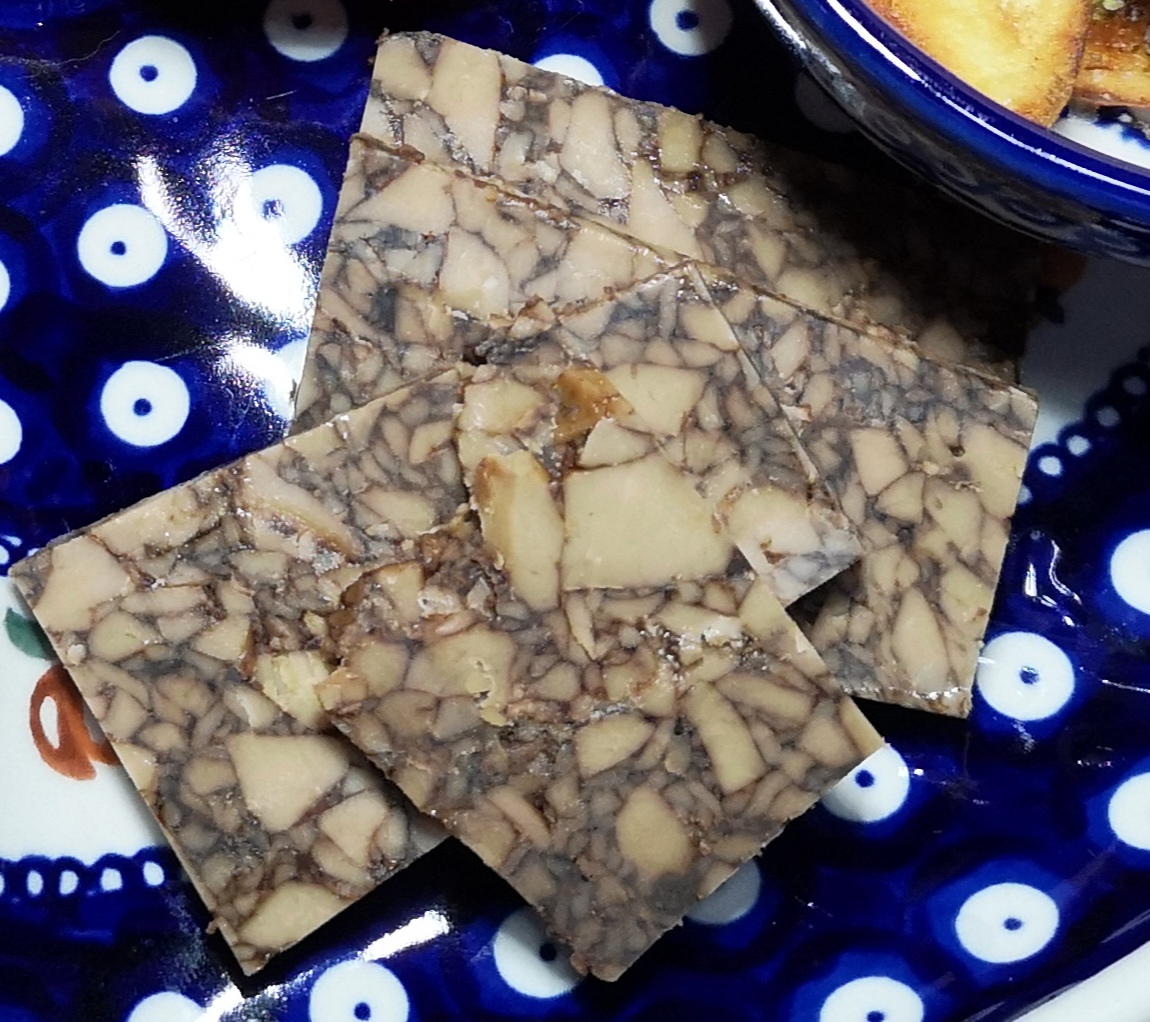
ポーター

## 用途
直接食用とする。ヨーロッパのフランス料理やイタリア料理では、レストランのみならず、各家庭の日常の食事においても、チーズは主菜の後とデザートの前の間の口直しとして供される。ワインを共に味わう場合、チーズによってそれまでの主菜と比べてワインの口当たりの変化が楽しめる。前菜として出て来る場合はサラダの素材として供される。ただしイタリア料理の場合、モッツァレラチーズはそのまま前菜（アンチパスト）として供することもある。また居酒屋（仏ブラッスリー、伊トラットリア）などではチーズ盛り合わせ（チーズプラター）といった単品メニューのみをオーダーすることもできる。
イタリア料理（パルミジャーノ・レッジャーノチーズやモッツァレラチーズ）やテクス・メクス料理（チェダーチーズ、モントレー・ジャック）など、チーズが欠かせない料理もある。
インドでは、菜食主義者の割合が多く、菜食主義者は動物の殺生の回避を目的としているため鶏卵も食べない。そのため多くの人が乳製品からタンパク質を補給する。フレッシュチーズのパニールを使った料理が豊富である。インド料理の菜食のメニューの半数程はパニールかダヒ（ヨーグルト）を使っている。
ナチュラルチーズは熱を加えるとカゼインのアミノ酸の鎖が絡まることで溶けた状態になる。溶けたチーズをかけるラクレットはスイスやフランスの、溶かしたチーズを具につけて食べるチーズフォンデュはスイスの名物である。プロセスチーズのように一度溶けたチーズは鎖が切れるためそれ以上溶けなくなる。
中国にも、チベットのヤクのチーズや、料理に用いられるルーシャンや大良牛乳などの特殊なチーズがある。
日本においてはちくわやかまぼこなどにも練り込まれることがある。和菓子とも相性はよく、煎餅などによく使用される。チーズ類を使った煎餅類はメーカーによっては「チーズおかき」と呼ばれる場合もある。
そのほか、パンにそのまま練り込まれたり、サンドイッチの具やピザ、ハンバーグ（チーズトッピングとチーズインがある）に使われたりもされる。パスタにも粉チーズを食前に適量振りかけたり、またカルボナーラパスタ等のようなチーズを利用したりしたパスタ料理が多数存在する。そのほかチーズ使用料理は非常に多数にのぼる。チーズをそのまま使用するだけでなく、スプレー缶に封入されて食品に吹き付けて使うイージーチーズなどもある。菓子としても、チーズケーキをはじめとするケーキや、クッキー、クラッカー等にも使用され（別項参照）、クリームチーズ等を載せて食することもある。

## アナログチーズ
厳密にはチーズを名乗れないが、チーズの乳脂肪を植物性脂肪に、乳たんぱくを大豆たんぱくなどに一部もしくは全部を置き換えたコピー食品としてアナログチーズ（代替チーズ）がある。乳製品を一切含まないものもある。原料コストを抑えられ、ドイツでは年間10万トンが生産されている。日本でも2007-2008年の原料乳価格高騰で注目された。本来のチーズと比べてコレステロールが低い、種類によっては牛乳アレルギー患者やヴィーガン（動物性食品を全く摂取しないベジタリアン）でも食べられるなどの利点がある。

## 世界の生産と消費
| 世界総計       |           |
| アメリカ合衆国 | 5,162,730 |
| ドイツ         | 2,046,250 |
| フランス       | 1,941,750 |
| イタリア       | 1,132,010 |
| オランダ       | 745,984   |
| ポーランド     | 650,055   |
| エジプト       | 644,500   |
| ロシア         | 604,000   |
| アルゼンチン   | 580,300   |
| カナダ         | 408,520   |

| 世界総計         | 25,207,664 |
| ドイツ           | 3,995,010  |
| フランス         | 3,534,620  |
| オランダ         | 3,239,085  |
| イタリア         | 2,201,038  |
| デンマーク       | 1,350,514  |
| ニュージーランド | 1,041,534  |
| ベルギー         | 792,887    |
| アイルランド     | 743,818    |
| アメリカ合衆国   | 701,854    |
| オーストラリア   | 682,834    |

| 世界総計         | 5,442,982 |
| ドイツ           | 1,008,991 |
| オランダ         | 681,522   |
| フランス         | 639,047   |
| ニュージーランド | 277,758   |
| イタリア         | 272,281   |
| デンマーク       | 262,989   |
| サウジアラビア   | 237,237   |
| アイルランド     | 178,095   |
| アメリカ合衆国   | 175,216   |
| ベルギー         | 162,268   |

| 世界総計       | 24,281,661 |
| ドイツ         | 3,451,310  |
| イタリア       | 1,997,236  |
| イギリス       | 1,909,123  |
| フランス       | 1,399,401  |
| ロシア         | 1,319,892  |
| ベルギー       | 1,298,907  |
| スペイン       | 1,101,922  |
| アメリカ合衆国 | 1,003,147  |
| 日本           | 935,562    |
| オランダ       | 864,789    |

| 世界総計       | 5,084,705 |
| ドイツ         | 608,220   |
| イタリア       | 472,155   |
| イギリス       | 439,497   |
| ロシア         | 294,183   |
| フランス       | 275,464   |
| ベルギー       | 274,424   |
| スペイン       | 242,652   |
| オランダ       | 216,408   |
| 日本           | 199,080   |
| アメリカ合衆国 | 138,326   |

| 国             | kg   |
| -------------- | ---- |
| フランス       | 26.3 |
| アイスランド   | 24.1 |
| ギリシャ       | 23.4 |
| ドイツ         | 22.9 |
| フィンランド   | 22.5 |
| イタリア       | 21.8 |
| スイス         | 20.8 |
| オーストリア   | 19.9 |
| オランダ       | 19.4 |
| トルコ         | 19.2 |
| スウェーデン   | 19.1 |
| ノルウェー     | 17.4 |
| チェコ         | 16.3 |
| イスラエル     | 16.1 |
| アメリカ合衆国 | 15.1 |
| カナダ         | 12.3 |
| オーストラリア | 11.7 |
| アルゼンチン   | 11.5 |
| ポーランド     | 11.4 |
| ハンガリー     | 11.0 |
| イギリス       | 10.9 |

2011年に世界で最もチーズを生産していた国はアメリカ合衆国であり、次いでドイツ、フランス、イタリア、オランダ、ポーランド、エジプト、ロシア、アルゼンチン、カナダの順となっている。
一方、チーズの輸出においてはアメリカの順位はかなり後退する。輸出額ベースにおけるチーズ最大輸出国はドイツであり、以下フランス、オランダ、イタリア、デンマーク、ニュージーランド、ベルギー、アイルランド、アメリカ、オーストラリアの順となる。また、輸出量ベースにおいてもドイツが一位となり、以下オランダ、フランス、ニュージーランド、イタリア、デンマーク、サウジアラビア、アイルランド、アメリカ、ベルギーの順となっている。
チーズの輸入においても、ドイツは質量ともに一位を占めている。輸入額ベースにおいてはドイツ、イタリア、イギリス、フランス、ロシア、ベルギー、スペイン、アメリカ、日本、オランダの順となっている。また、輸入量ベースにおいてはドイツ、イタリア、イギリス、ロシア、フランス、ベルギー、スペイン、オランダ、日本、アメリカの順となる。
チーズ貿易においてはドイツは輸出入ともに世界最大であり、イタリアやベルギーも輸出入ともに多い。フランスは輸入も多いが、輸出はそれ以上に多い。オランダはその傾向がさらに顕著で、チーズ生産は輸出にかなり軸足を置いたものとなっている。デンマークやニュージーランド、アイルランドもチーズ輸出がチーズ生産のかなりの割合を示す。こうした国々に対し、チーズのかなりを輸入に頼っているのはイギリスである。ロシアやスペイン、日本もチーズ貿易においては輸入を主とする。
一人あたりのチーズ消費量は、チーズを利用する文化が古くから根付いていたヨーロッパ諸国や地中海諸国、およびそこから分派した新大陸の諸国がランキングの上位を占めている。2011年において最も一人当たり年間チーズ消費量が多かった国はフランスであり、一人当たり1年間に26.3kgのチーズを消費していた。これに次ぐのがアイスランド、次いでギリシャであり、以下ドイツ、フィンランド、イタリア、スイス、オーストリア、オランダ、トルコ、スウェーデン、ノルウェー、チェコ、イスラエル、アメリカ、カナダ、オーストラリア、アルゼンチン、ポーランド、ハンガリー、イギリスの順となっている。

### 日本
日本においては、1970年代末から、生産過剰となっていた牛乳の需要拡大策として、農林水産省が国産チーズ振興政策に取り組み始めた。よつ葉乳業など大手乳製品メーカーが工場を建設したほか、少量生産の工房が開業するようになった。ナチュラルチーズも39,000トン（2005年）ほど生産されているが、生産量は国内消費量の15％弱に過ぎず、大半は輸入に頼っている。毎年多くのナチュラルチーズが輸入され、国内でプロセスチーズに加工されたり、そのまま消費される。2018年のナチュラルチーズの最大輸入相手国はオーストラリアであり、82,935トンが輸入されている。ついでニュージーランドが62,214トンである。3位はアメリカの32,944トンである。以下はドイツ、イタリア、オランダ、デンマーク、アルゼンチン、フランスの順となっている。2019年2月に発効した日本・EU経済連携協定（日欧EPA）ではソフトチーズの輸入枠拡大と関税引き下げが実施された。
日本のチーズ消費量は第二次世界大戦後から2000年頃までは急増を続け、その後は増減を繰り返しつつ微増傾向となった。2013年の日本のチーズ総消費量は295,000トンだった。かつて1968年には一人当たり年間消費量は130グラムと1 kgにも満たなかったものが、2010年には一人当たり2.0 kgとなり、2012年の一人当たりチーズ消費量も2.4 kgまで増加した。
チーズの消費促進に取り組む業界団体としてはチーズ普及協議会と日本輸入チーズ普及協議会がある。
日本で高品質の国産チーズづくりをめざす動きも広がっている。国内のチーズ工房は2018年で319ヵ所に増え、国際コンテスト「ワールドチーズアワード」で上位入賞するチーズ職人も現れている。国内では中央酪農会議が国産ナチュラルチーズ全国審査会を2年に1回開いており、2019年の第12回は過去最高の86工房200種類超の応募があった。生産者側の団体として、チーズプロフェッショナル協会がある。2019年11月には一般社団法人日本チーズ協会（JCA、「日本チーズ生産者の会」後継団体）が発足した。

## 健康
チーズは腸と全体的な健康に寄与する可能性のある善玉菌であるプロバイオティクスの健康的な供給源である。通常、プロバイオティクスは、熟成されたがその後加熱されていないチーズに含まれている。これには、スイス、プロヴォローネ、ゴーダ、チェダー、エダム、グリュイエール、カッテージチーズなどのソフトチーズとハードチーズの両方が含まれる。専門家は、善玉菌はアレルギー、気分障害、関節炎などの多くの症状の改善に関連している可能性があると考えている。 チーズなどのプロバイオティクスを含む食品を食べると、この自然なバランスを取り戻すのに役立つ。チーズに関して唯一の注意は、それをやり過ぎないことである。チーズはカロリー、飽和脂肪、ナトリウムが多い傾向がある。

## チーズに関連する道具

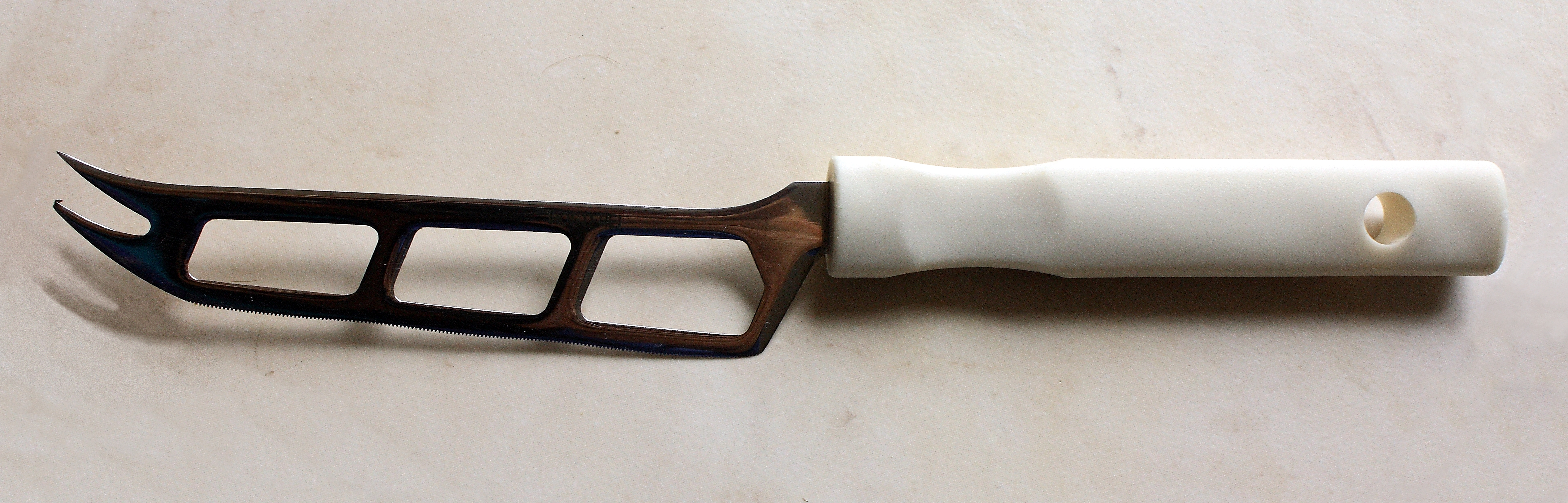
チーズナイフ
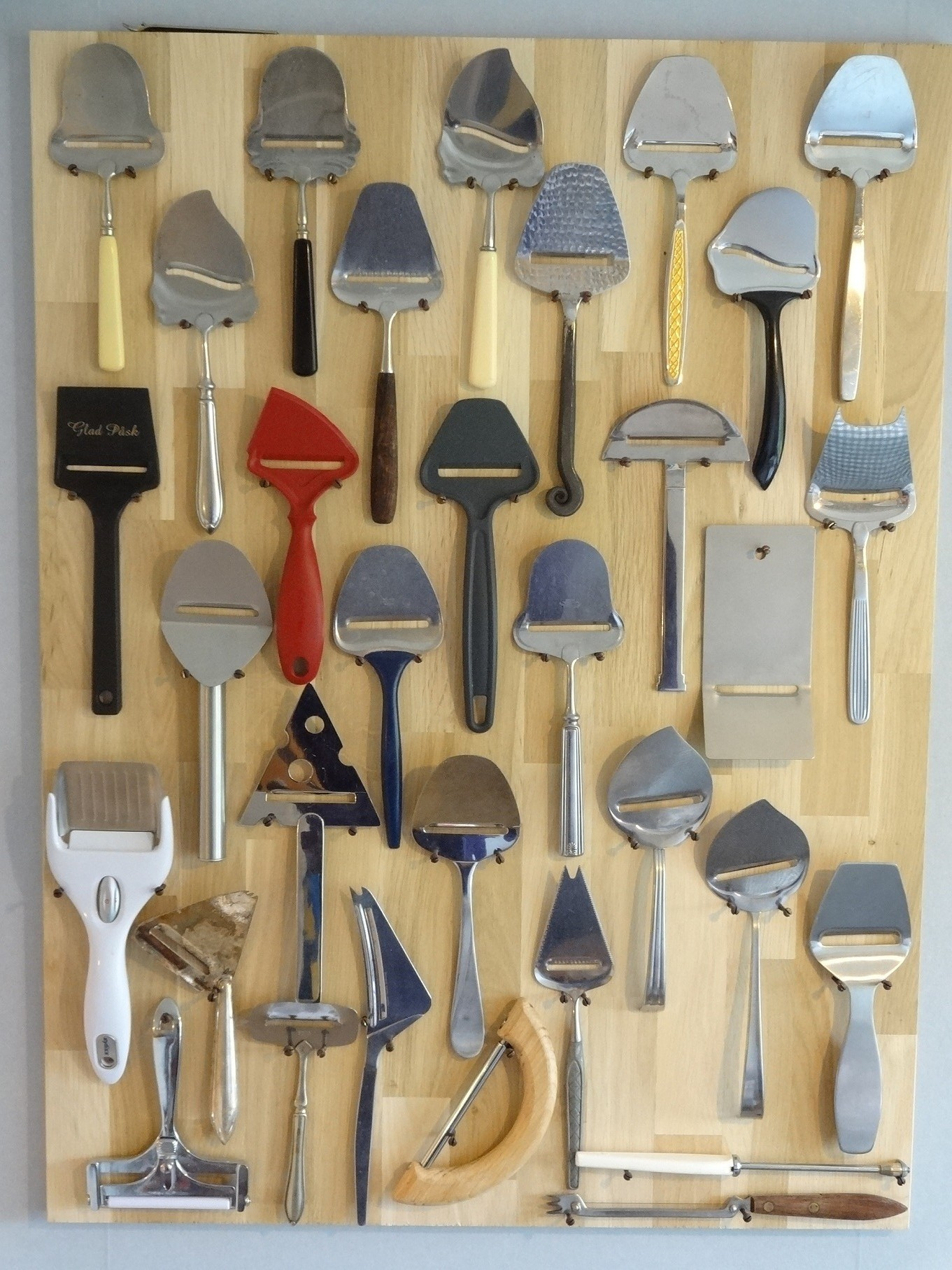
チーズスライサー
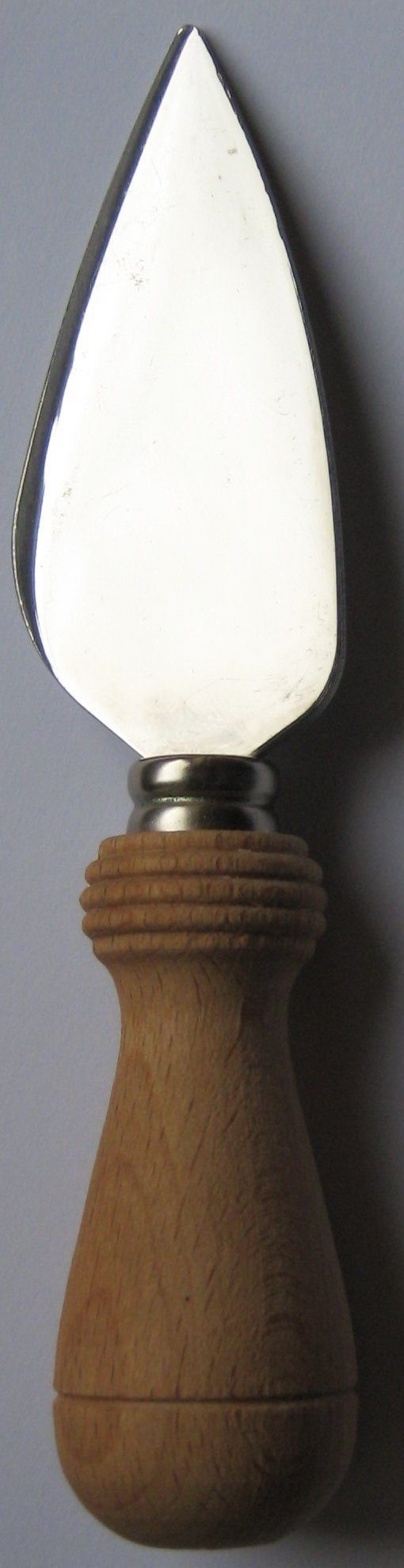
堅いチーズ用のパルメザンナイフ
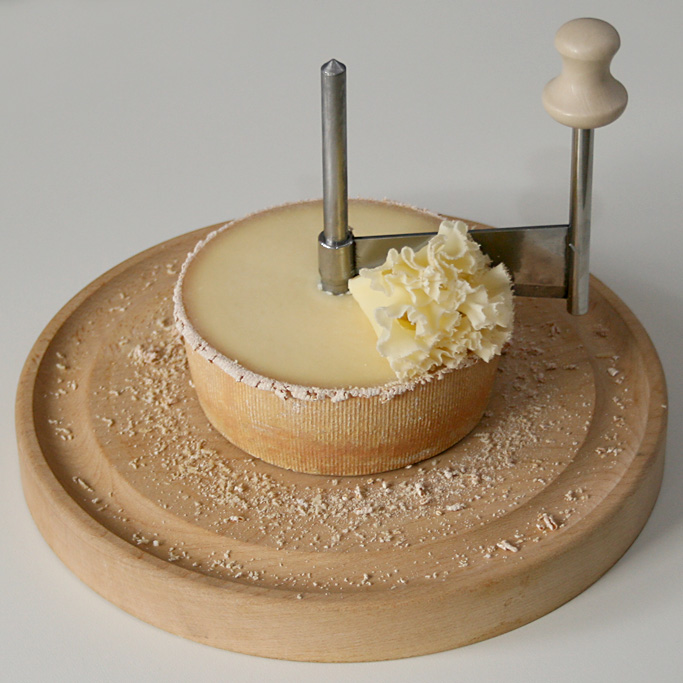
ジロール（Girolle）
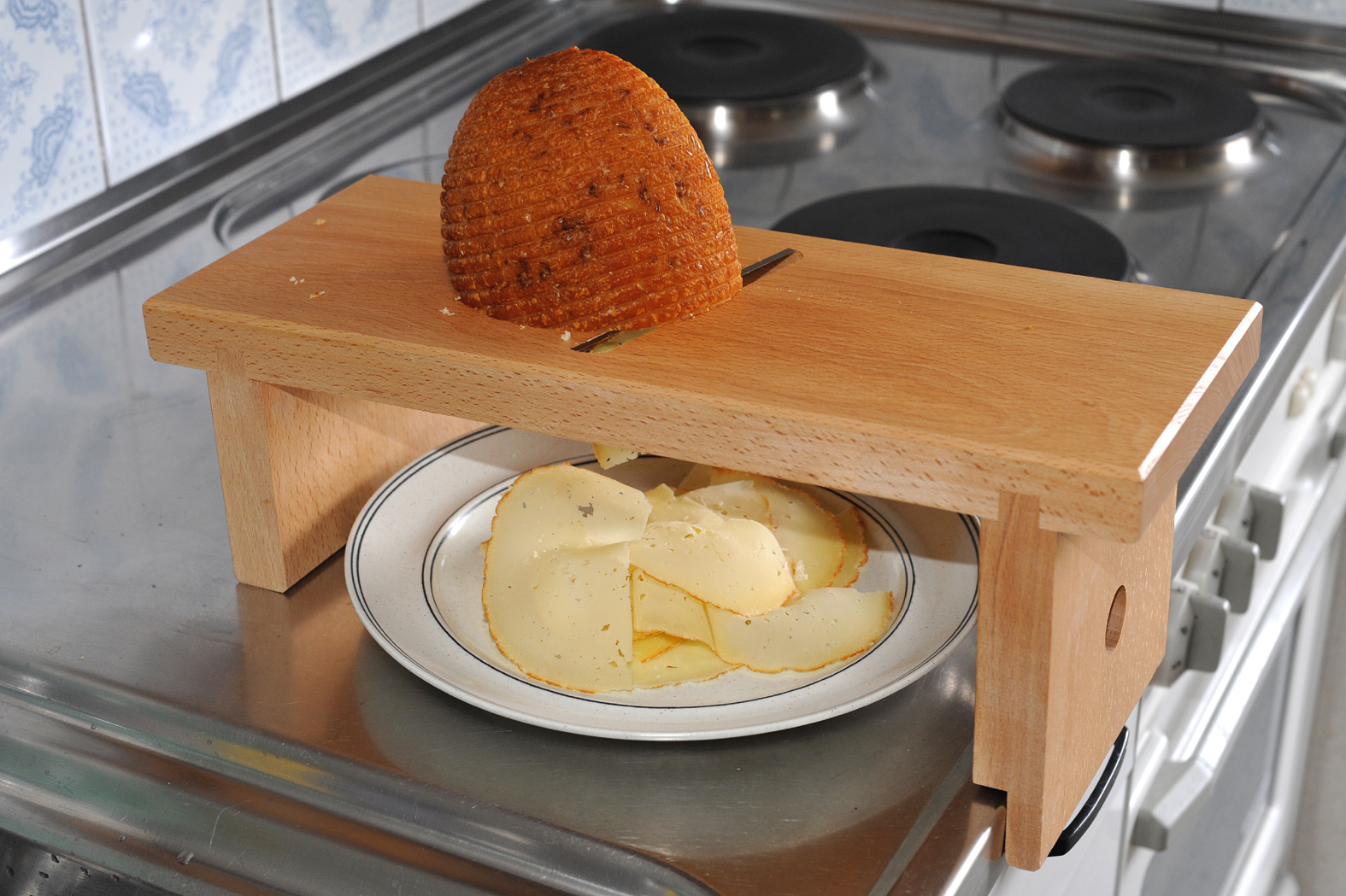
Cheese plane
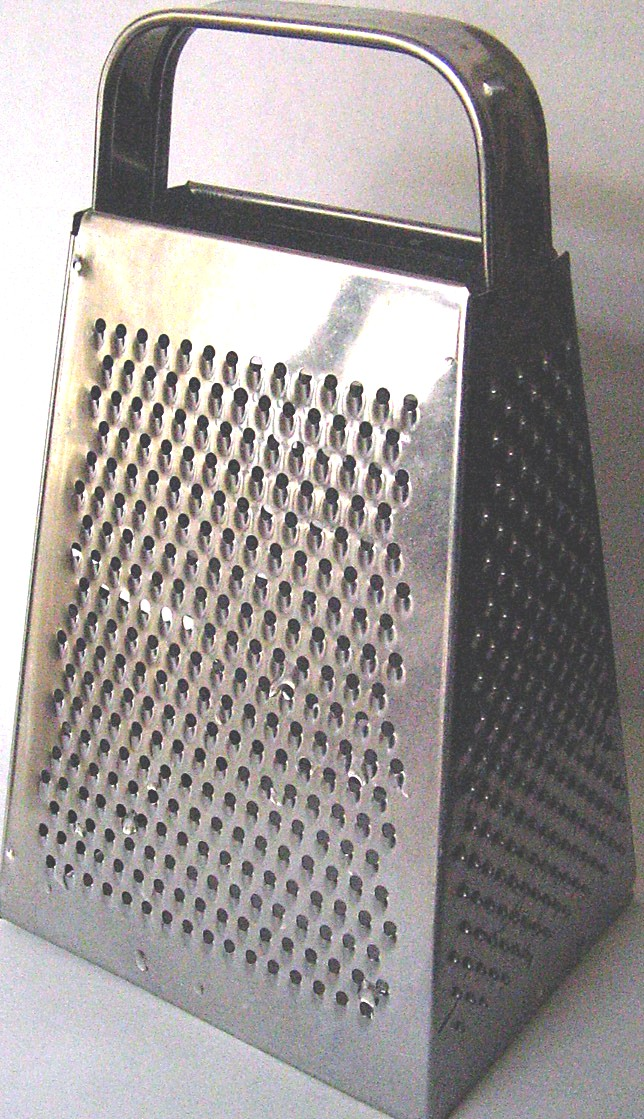
チーズグレーター
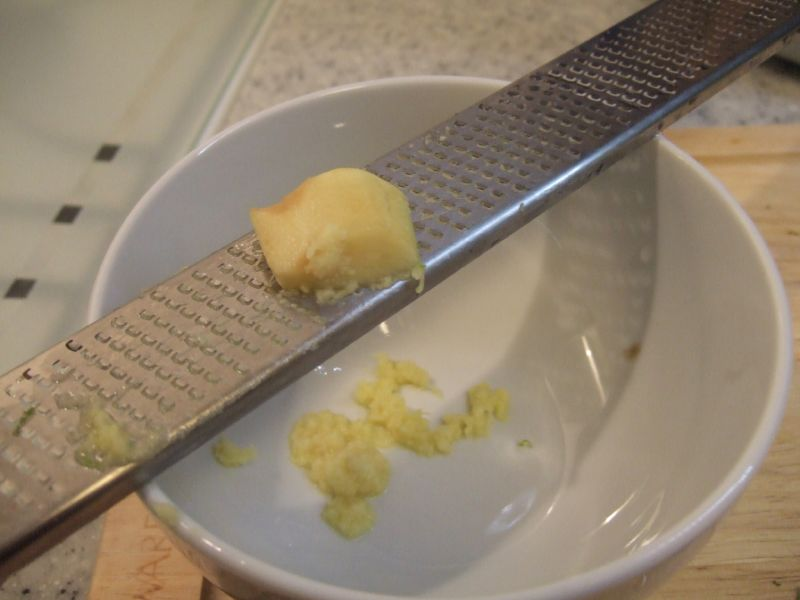
チーズグレーター

## 表彰
- ギネス世界記録
  - 現存する最古のチーズは、エジプトにある紀元前13世紀のプタハメスの墓（英語版）から発掘されたものとしている[36]。科学ジャーナルAnalytical Chemistryで著者は、｢これまでに発見された考古学的な残留物のなかで、おそらくもっとも古い固形のチーズ｣と評している[37]。
  - 最大展示数は、2016年9月23日のフランスのナンシーで行われた展示会で730種類[38]。

- インターナショナル・チーズ・アワード（英語版）

## 文献
アンドリュー・ドルビー『チーズの歴史』（ブルース・インターアクションズ、2011年）ISBN 978-4-86020-426-6